# Popless
Popless es el noveno álbum de estudio del grupo portugués de pop rock GNR. Salió a la venta en 2000. El CD consiste en 10 canciones originales. El videoclip de uno de sus sencillos, "Popless", fue censurado por la RTP.

## Lista de canciones
| N.º | Título                                     | Duración |
| --- | ------------------------------------------ | -------- |
| 1   | Popless                                    | 4:54     |
| 2   | Asas (eléctricas) (Hélices (eléctrcas))    | 3:51     |
| 3   | Bem vindo ao passado (Bievenido al pasado) | 3:57     |
| 4   | L's                                        | 3:31     |
| 5   | Essa fada (Esa hada)                       | 4:09     |
| 6   | Dois sentidos (Dos sentidos)               | 4:29     |
| 7   | Tons sem tom (Tonos sin tono)              | 4:14     |
| 8   | Braço de prata (Brazo de plata)            | 3:28     |
| 9   | Digital Gaia                               | 3:24     |
| 10  | Viva a preguiça (Viva la pereza)           | 4:16     |

- Datos: Q10351603